# Рава (футбольный клуб)
«Рава» — украинский любительский футбольный клуб, из города Рава-Русская Львовской области. После победы в чемпионате Львовской области 2008 года команда приостановила своё существование из-за финансовых трудностей.

## Достижения
- Победитель Второй лиги Украины: 2004/05
- Бронзовый призёр Второй лиги Украины (2): 2003/04, 2005/06
- Чемпион Львовской области (2): 2007, 2008
- Обладатель Кубка Львовской области: 2008
- Победитель Мемориала Эрнеста Юста (3): 2002, 2004, 2005

## Главные тренеры
- Владимир Булгаков (2002)
- Иван Кованда (2003—2004)
- Игорь Блащак (2004)
- Иван Кованда (2004)
- Иван Кованда (2005—2006)
- Юрий Дубровный (2007—2008)